# Cuthred (Kent)
Cuthred (auch Cudrædus, Cuthredus, Cuðred, Cuþred; † 807) war von 798 bis 807 König des angelsächsischen Königreichs Kent.

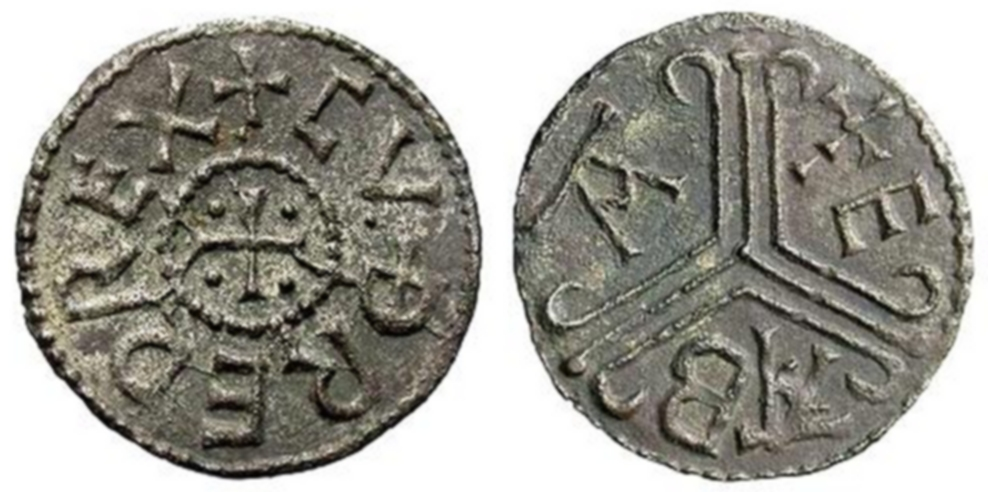
Münze Cuthreds, geprägt in Canterbury 802–804 von Eaba, EMC number 2009.0264

## Leben

### Familie
Cuthred stammte aus einer Nebenlinie des Königshauses von Mercia. Sein Vater war der Ealdorman Cuthberht; der Name seiner Mutter ist unbekannt. Cuthreds Brüder Cenwulf (796–821) und Ceolwulf (821–823) waren nacheinander Könige Mercias.
Cuthreds Sohn Cenwald († nach 811) ist durch die Charta S39 aus dem Jahr 805 belegt.

### Herrschaft

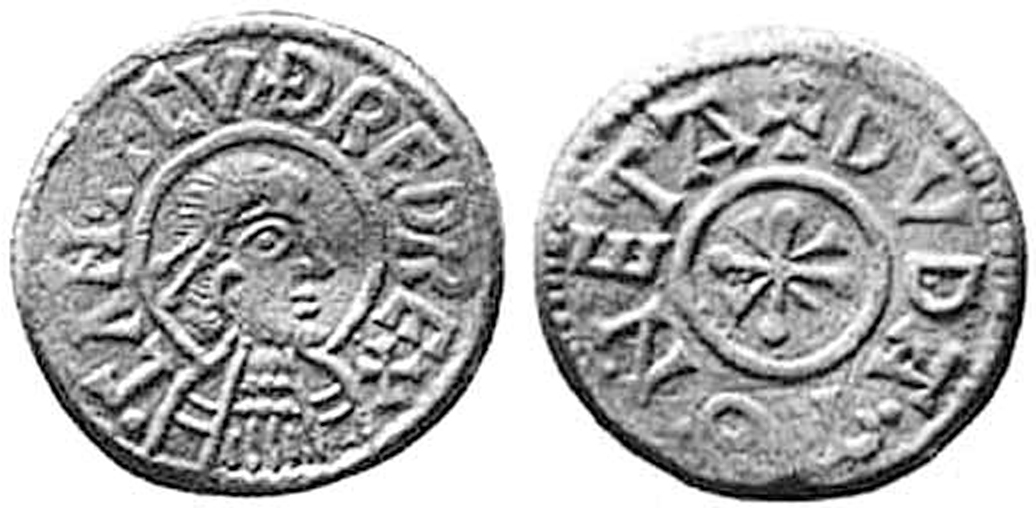
Münze Cuthreds, geprägt in Canterbury 804–807 von Dudda, EMC number 1963.0018

Kent war im Jahr 785 unter die Herrschaft des Königs Offa von Mercien geraten. Kurz vor Offas Tod im Jahr 796 brach in Kent eine Revolte aus. Eadberht III. Præn wurde in Kent als eigenständiger König proklamiert. Offas Nachfolger Cenwulf konnte die Rebellion im Jahr 798 niederschlagen und seinen Bruder Cuthred als Unterkönig in Kent einsetzen.
Zwischen 800 und 807 ließ Cuthred in Canterbury Münzen prägen. Die etwa 50 erhaltenen Stücke weisen zahlreiche Varianten auf. Am augenfälligsten ist, dass ab etwa 804 außer dem Namen auch ein Porträt des Königs in die Münzen geprägt wurde.
Mit der licentia (‚Erlaubnis‘) seines Bruders Cenwulf verkaufte Cuthred im Jahr 805 Ländereien bei Hrithra leah (bei Petham, südlich von Canterbury) an Wulfred (805–832), den Erzbischof von Canterbury. Eine Charta aus dem Jahr 805 hat eine Landübertragung an Selethryth, Äbtissin von Lyminge, zum Inhalt. 805/807 verkaufte er Land an Æthelnoth, seinen praefectus bei Heagyðe ðorne (Eythorne bei Dover). Auch Cenwulf verfolgte in Kent seine Interessen, hob in seinen Chartas 
S157 (801), 
S159 (804), 
S160 (804), 
und S161 (805) jedoch immer die Übereinstimmung mit Cuthred hervor. Eine Charta des Erzbischofs Æthelheard (792–805) hat Cuthred 805 als Zeuge unterzeichnet. Nachdem Cuthred im Jahr 807 in Kent gestorben war, wurde sein Königreich wieder als Provinz von Mercia einverleibt und stand unter Cenwulfs direkter Kontrolle.